# Substack
Substack er en amerikansk-baseret digital platform, der især er beregnet for journalister, influencere og andre forfattere. Den giver deltagerne mulighed for at oprette og dele indhold som tekstbaserede nyhedsbreve, podcasts, videoer og tilsvarende formater. Opretteren bestemmer, om følgerne får indholdet gratis eller skal betale et abonnement. Indholdet sendes direkte til modtagernes indbakke eller andre kanaler, sådan at skaberne får en meget direkte kanal til deres publikum. Substack blander sig ikke i indholdet på platformen, men opkræver 10 procent af alle betalte abonnementer. Yderligere tre procent går til betalingstjenesten Stripe, mens de resterende 87 % tilfalder forfatteren. Den simple struktur gør Substack nemt at bruge for både skaberne af indhold og deres abonnenter.
Substack havde i november 2024 omkring 4 millioner betalte abonnementer. Mediet er blevet tilskrevet en generel tendens i mediebilledet, hvor etablerede aviser, tv-kanaler og lignende mediehuse kommer til at spille en mindre rolle i forhold til enkeltpersoner som influencere, der holder direkte kontakt med deres følgere.

## Historie
Substack er en amerikansk virksomhed, der har hovedsæde i San Francisco. Den blev oprettet i 2017 af de tre iværksættere Chris Best, Jairaj Sethi og Hamish McKenzie.
Tjenesten fik et betydeligt opsving under coronaviruspandemien i 2020-2021, bl.a. fordi en række fyringsrunder i amerikanske medier fik en række mediepersonligheder til at nedsætte sig som selvstændige og skabe en levevej ved at skrive direkte til interesserede læsere mod betaling udenom de etablerede medier og uden at have en redaktør over sig. En række anerkendte og højtprofilerede journalister og andre mediepersonligheder etablerede sig på Substack, i nogle tilfælde efter at have smækket med døren på deres tidligere tilknyttede avis eller andet medie. Den kendte journalist Glenn Greenwald forlod således internetmediet The Intercept til fordel for Substack, fordi han følte sig censureret, og journalisten Bari Weiss forlod i 2020 New York Times af lignende årsager.
Substack er blevet nævnt som udtryk for en generel trend i mediebilledet, hvor mediebrands som etablerede aviser og tv-kanaler kommer til at spille en mindre rolle i forhold til enkeltpersoner som influencere. Den nye teknologi har gjort det muligt for individer at lave en forretning ud af deres personlige stil, hvilket kan være med til at skabe et mere fragmenteret mediebillede. Substack har dog også på nogle områder tilnærmet sig billedet af et traditionelt mediehus. Virksomheden har således ansat nogle prominente skribenter, tilbyder sine kunder retshjælp og arbejder med et redaktionelt støttenetværk.
Den amerikanske blogger og influencer Noah Smith spåede i maj 2025, at platforme som Substack også kunne overtage det sociale medie X's (det tidligere Twitters) rolle som en samlende nyhedskanal - det sted, hvor man typisk først hører om "breaking news".

## Udbredelse
I november 2024 havde Substack 4 millioner betalte abonnementer.